# 2008年夏季奥林匹克运动会海地代表团
2008年夏季奥林匹克运动会海地代表团参加了2008年8月8日至24日期間在中国北京主办的第29届夏季奥运，代表团共有7名运动员。

## 田径
- Dudley Dorival
- Ginou Etienne
- Nadine Faustin-Parker
- 芭芭拉·皮埃尔

## 拳擊
- Azea Austinama

## 柔道
- Joel Brutus
- Ange Jean Baptiste